# Edythea tenella
Edythea tenella är en svampart som beskrevs av H.S. Jacks. & Holw. 1931. Edythea tenella ingår i släktet Edythea, ordningen Pucciniales, klassen Pucciniomycetes, divisionen basidiesvampar och riket svampar.   Inga underarter finns listade i Catalogue of Life.